# U-256
U-256 – niemiecki okręt podwodny typu VIIC z okresu II wojny światowej. Okręt wypierał 769 ton w położeniu nawodnym i 871 ton pod wodą, a jego główną bronią było 14 torped kalibru 533 mm wystrzeliwanych z pięciu wewnętrznych wyrzutni. Jednostka rozwijała na powierzchni prędkość ponad 17 węzłów, osiągając zasięg 8500 Mm przy prędkości 10 węzłów.
Zwodowany 28 października 1941 roku w stoczni Bremer Vulkan w Vegesack, został przyjęty do służby w Kriegsmarine 18 grudnia 1941 roku. W czasie służby operacyjnej w składzie 9. Flotylli U-Bootów okręt odbył pięć misji bojowych, podczas których zatopił jeden okręt o wyporności 1300 ton i zestrzelił dwa samoloty. W 1943 roku jednostkę przebudowano na U-flak, jednak wobec niepowodzenia koncepcji okręt przywrócono do stanu pierwotnego. W trakcie działań wojennych U-256 był trzykrotnie wycofany ze służby, a ostatecznie stało się to 23 października 1944 roku w Bergen, gdzie przeznaczono go na rezerwuar części zamiennych. Po zakończeniu wojny okręt został przejęty przez Brytyjczyków i następnie złomowany.

## Projekt i budowa
Jednostki typu VIIC były kolejnym ewolucyjnym ulepszeniem najliczniej budowanych w Niemczech okrętów typu VII. Poprzednik – typ VIIB – miał zbyt mały zasięg i za mało miejsca pod pokładem, by móc zainstalować sonar. Opracowany w 1938 roku projekt nowego okrętu różnił się od poprzedniej wersji m.in. zwiększoną grubością blach kadłuba sztywnego (z 16 do 18,5 mm, co zwiększyło maksymalną głębokość zanurzenia z 200 metrów do 250–280 metrów), przedłużeniem kadłuba o 60 cm i kiosku o 30 cm oraz powiększeniem zbiorników paliwa o 5,4 m³, co poprawiło zasięg. Powiększone rozmiary pozwoliły na instalację aktywnego sonaru S-Gerät, uzupełniając pasywny Gruppenhorchgerät. Do zakończenia wojny do służby weszło 568 okrętów typu VIIC .
U-256 zamówiony został 23 grudnia 1939 roku . Został zbudowany w stoczni Bremer Vulkan w Vegesack jako jeden z 52 okrętów typu VIIC zamówionych w tej wytwórni . U-256 otrzymał numer stoczniowy 21 (Werk 21)  . Stępkę okrętu położono 15 lutego 1941 roku , a zwodowany został 28 października 1941 roku .

## Dane taktyczno-techniczne
U-256 był średniej wielkości okrętem podwodnym o konstrukcji dwukadłubowej. Długość całkowita wynosiła 67,1 metra, szerokość 6,2 metra i zanurzenie 4,74 metra . Wysokość (od stępki do szczytu kiosku) wynosiła 9,6 metra . Wykonany ze stali pancernej CM 351 o grubości 18,5 mm kadłub sztywny miał 50,5 metra długości i 4,7 metra szerokości. Podzielony był grodziami na sześć przedziałów wodoszczelnych: (od dziobu): I – przedział torpedowy ze sterami głębokości oraz GHG, II – przedział akumulatorów wraz z pomieszczeniami załogi, magazynem amunicji i toaletą, III – centrala z pomieszczeniem wielofunkcyjnym (mieszczącym drugą baterię akumulatorów, pomieszczenia załogi i kambuz), IV – przedział silników spalinowych, V – przedział silników elektrycznych, VI – rufowy przedział torpedowy ze sterami kierunku i głębokości. Kadłub ciśnieniowy otoczony był kadłubem lekkim wykonanym z blach o grubości 4–8 mm. Wyporność w położeniu nawodnym wynosiła 769 ton, a w zanurzeniu 871 ton.
Okręt napędzany był na powierzchni przez dwa 6-cylindrowe, czterosuwowe silniki wysokoprężne Krupp-Germaniawerft F46 z doładowaniem o łącznej mocy 3200 KM przy 470-490 obr./min, a pod wodą poruszał się dzięki dwóm silnikom elektrycznym prądu stałego AEG GU 460/8-276 o łącznej mocy 750 KM przy 295 obr./min . Dwa wały napędowe obracały dwie śruby, zapewniając maksymalną prędkość 17-17,6 węzła na powierzchni i 7,6 węzła w zanurzeniu . Zasięg wynosił 8500 Mm przy prędkości 10 węzłów w położeniu nawodnym (3250 Mm przy prędkości maksymalnej) oraz 80 Mm przy prędkości 4 węzłów pod wodą (130 Mm przy 2 węzłach). Zbiorniki mieściły 113,47 tony paliwa, a energia elektryczna magazynowana była w dwóch bateriach akumulatorów AFA 33 MAL 800 E po 62 ogniwa o łącznej pojemności 9160 Ah, masie 62 tony i czasie rozładowania 20 godzin. Dopuszczalna głębokość zanurzenia wynosiła 100 metrów, a głębokość zgniecenia 250-280 metrów .
Okręt wyposażony był w pięć wyrzutni torped kalibru 533 mm (cztery na dziobie i jedna rufowa), z łącznym zapasem 14 torped (wymiennie okręt mógł przenosić 26 min typu TMA lub 39 min typu TMB). Uzbrojenie artyleryjskie początkowo stanowiło umieszczone przed kioskiem działo pokładowe kal. 88 mm SK C/35 L/45, z zapasem amunicji wynoszącym 220-250 naboi oraz pojedyncze działko przeciwlotnicze kal. 20 mm C/38 L/65 . Jednostka wyposażona też była w pasywny sonar GHG i aktywny S-Gerät, a do obserwacji służyły dwa peryskopy Zeissa: bojowy i nocny .
Załoga okrętu składała się z 4 oficerów oraz 40 podoficerów i marynarzy.

## Służba
18 grudnia 1941 roku U-256 został przyjęty do służby w Kriegsmarine . Dowództwo okrętu objął por. mar. (niem. Oberleutnant zur See) Odo Loewe . U-Boot otrzymał numer poczty polowej M 47 855. 1 kwietnia 1942 roku Odo Loewe został awansowany na stopień kpt. mar. (niem. Kapitänleutnant) . Do lipca 1942 roku załoga jednostki przechodziła szkolenie w składzie 8. Flotylli, operując z Gdańska i Królewca .

### Pierwszy rejs bojowy
28 lipca okręt wyszedł z Kilonii na swój pierwszy patrol bojowy . 1 sierpnia 1942 roku jednostka została przyporządkowana do 9. Flotylli U-Bootów w Breście . Po opłynięciu Wysp Brytyjskich U-Boot w dniach 7–11 sierpnia wchodził w skład wilczego stada „Steinbrinck”, które powstało w celu zaatakowania konwoju SC-94 . 9 sierpnia okręt wystrzelił trzy torpedy w kierunku dużego niszczyciela – prawdopodobnie ORP „Błyskawica”, jednak nie uzyskał trafień. Między 11 a 25 sierpnia U-256 operował w składzie stada „Lohs”, także nie odnosząc żadnych sukcesów – okręt wykonał niecelny atak torpedowy na płynący w konwoju SC-95 frachtowiec, uchodząc bez uszkodzeń eskorcie . 25 sierpnia o godzinie 2:42 na południe od Grenlandii na przybliżonej pozycji 49°20′N 35°23′W/49,333333 -35,383333 płynący na powierzchni U-256 został wykryty za pomocą radaru przez płynącą w eskorcie konwoju ONS-122 norweską korwetę KNM „Eglantine” (K197) . Okręt zdołał się zanurzyć, schodząc na głębokość 200 metrów, stając się celem około 20 zrzuconych przez eskortowiec bomb głębinowych . Jednostka odniosła uszkodzenia, które spowodowały konieczność przerwania patrolu . 2 września w Zatoce Biskajskiej na przybliżonej pozycji 46°57′N 6°15′W/46,950000 -6,250000 około 8:30 U-Boot został zaatakowany przez brytyjski bombowiec Whitley z 77. Dywizjonu RAF numer Z9515 . Zrzucone przez samolot dwie lub trzy bomby eksplodowały około 50 metrów za rufą, a celny ogień przeciwlotniczy spowodował zestrzelenie wrogiej maszyny (zaginęła cała, pięcioosobowa załoga) . W wyniku ataku okręt podwodny doznał dodatkowych uszkodzeń, dopływając jednak 3 września do Lorient po 38 dniach spędzonych w morzu . Uszkodzenia jednostki były tak poważne, że 30 listopada 1942 roku została ona wycofana ze służby, a jej dowódca wraz z większością załogi zostali przeniesieni na bliźniaczy U-254 .

### Przebudowa na U-flak
W 1943 roku U-256 został wytypowany do przebudowy na okręt do aktywnego zwalczania alianckich samolotów (U-flak), stanowiących coraz większe zagrożenie dla niemieckich U-Bootów wychodzących na patrole z baz w Zatoce Biskajskiej (wraz z U-441, U-621 i U-953). Modyfikacji uległo uzbrojenie artyleryjskie jednostki: zdemontowano działo pokładowe kal. 88 mm, a w zamian zostały zamontowane dwa poczwórne zestawy działek kal. 20 mm C/38 L/65 z tarczami ochronnymi oraz pojedyncze działko automatyczne kal. 37 mm FlaK M42 L/69 . Okręt zabierał tylko pięć torped umieszczonych w wyrzutniach, a miejsce zajmowane do tej pory przez torpedy zapasowe zostało wykorzystane na zwiększony zapas amunicji przeciwlotniczej i rozmieszczenie dodatkowego personelu (załoga jednostki została powiększona do 67 osób, wliczając w to lekarza okrętowego). Ograniczono też ilość zabieranego paliwa, z uwagi na krótsze misje na pobliskich wodach Zatoki Biskajskiej.
Remont i przebudowa U-256 zakończyła się w maju 1943 roku, a okręt otrzymał oznaczenie „U-flak 2” . 16 sierpnia 1943 roku jednostka została powtórnie przyjęta do służby, a jej dowództwo objął por. mar. Wilhelm Brauel  .

### Drugi rejs bojowy
4 października 1943 roku „U-flak 2” wyszedł z Brestu na swoją drugą misję bojową . 8 października o godzinie 3:34 na wodach Zatoki Biskajskiej na przybliżonej pozycji 47°28′N 9°36′W/47,466667 -9,600000 płynący na powierzchni okręt został wykryty i oświetlony za pomocą reflektora Leigha przez załogę bombowca Wellington numer HF190 z 612. Dywizjonu RAF . U-Boot ostrzelał samolot, uzyskując kilkanaście trafień, po czym wykonał manewr szybkiego zanurzenia; Wellington zrzucił w miejscu zanurzenia okrętu sześć bomb głębinowych, po czym mimo uszkodzeń doleciał do bazy . 28 października jednostka została zaskoczona na powierzchni wraz z ochranianym przez nią podwodnym zbiornikowcem U-220 przez dwa samoloty z lotniskowca eskortowego USS „Block Island” (CVE-21). Podczas walki „U-flak 2” doznał poważnych uszkodzeń, w wyniku których zmuszony był do przerwania misji i skierowania się do bazy. 16 listopada o godzinie 2:08 na przybliżonej pozycji 47°17′N 8°20′W/47,283333 -8,333333 jednostka została wykryta przez bombowiec Halifax Mk II z 502. Dywizjonu RAF . Samolot przeleciał około 200 metrów za rufą U-Boota, który otworzył ogień trafiając samolot w końcówkę prawego skrzydła . W czasie kiedy Halifax wykonywał zwrot, okręt podwodny wykonał manewr alarmowego zanurzenia . „U-flak 2” powrócił do bazy w Breście 17 listopada, po rejsie trwającym 45 dni .
Negatywne doświadczenia związane z użyciem U-Bootów przeznaczonych do zwalczania samolotów spowodowały podjęcie decyzji o ponownej przebudowie okrętu na konwencjonalną jednostkę torpedową . Zdemontowano dwa poczwórne zestawy Flakvierling kal. 20 mm, instalując w zamian dwa zdwojone stanowiska działek tego samego kalibru i typu .

### Trzeci rejs bojowy
W swoją trzecią misję bojową U-256 wyszedł z Brestu 25 stycznia 1944 roku . U-Boot w dniach 3–17 lutego wchodził w skład wilczego stada „Igel 2” . Między 17 a 22 lutego okręt operował w składzie stada „Hai 1” . 20 lutego o godzinie 20:11 na pozycji 48°49′N 22°11′W/48,816667 -22,183333 jednostka wystrzeliła dwie torpedy akustyczne T V (po jednej z wyrzutni dziobowej i rufowej) w kierunku okrętów 2. Grupy Eskortowej, która ochraniała konwój ON-224 . Załoga po usłyszeniu dwóch eksplozji była pewna zatopienia dwóch jednostek przeciwnika, jednak w rzeczywistości jedna torpeda trafiła w rufę brytyjskiego slupa HMS „Woodpecker” (U08) o wyporności 1300 ton, a druga wybuchła w pobliżu bliźniaczego HMS „Starling” (U66) . W wyniku ataku HMS „Woodpecker” stracił część rufową, a drugi slup wziął go na hol i obrał kurs na Devonport . 27 lutego podczas sztormowej pogody „Woodpecker” przewrócił się i zatonął na pozycji 49°51′N 6°46′W/49,850000 -6,766667, a jego załoga została uratowana przez korwety HMS „Azalea” (K25) i HMCS „Chilliwack” (K131), wraz z uratowanymi niemieckimi marynarzami z zatopionego U-264 .
W dniach 22 lutego – 13 marca U-256 wchodził w skład wilczego stada „Preussen” . 11 marca o godzinie 21:48 na przybliżonej pozycji 52°39′N 22°25′W/52,650000 -22,416667 okręt został zaatakowany przez Wellingtona nr HF311 z 407. Dywizjonu RCAF . Załoga nie zdążyła otworzyć ognia, gdy samolot lecąc na niskim pułapie prawdopodobnie z powodu błędu pilota wpadł do morza, grzebiąc całą sześcioosobową załogę . 19 marca o godzinie 23:12 na przybliżonej pozycji 47°15′N 9°05′W/47,250000 -9,083333 U-Boot został wykryty i oświetlony za pomocą reflektora Leigha przez załogę bombowca Liberator z 224. Dywizjonu RAF . Niemcy otworzyli skuteczny ogień w kierunku przeciwnika, obserwując trafienia z działek kal. 20 mm w prawe skrzydło i pocisków kal. 37 mm w kadłub . Płonący samolot przeleciał 50 metrów za rufą okrętu, zrzucając sześć bomb głębinowych, po czy rozbił się w morzu w odległości 500 metrów – zginęła jego cała, licząca 10 osób załoga . W wyniku ataku U-256 nie odniósł żadnych uszkodzeń . Okręt powrócił do bazy w Breście 22 marca, przebywając w morzu 58 dni .

### Czwarty rejs bojowy
Na wieść o rozpoczęciu lądowania w Normandii 6 czerwca 1944 roku U-Boot wyruszył z Brestu z rozkazem powstrzymania floty inwazyjnej . Następnego dnia okręt został jednak zaatakowany w kanale La Manche przez bombowiec Liberator z 224. Dywizjonu RAF i doznał poważnych uszkodzeń, które zmusiły go do powrotu do bazy . U-256 dotarł do portu w Breście 8 czerwca, po zaledwie trzech dniach spędzonych w morzu . Z powodu odniesionych uszkodzeń 25 czerwca okręt został po raz drugi wycofany ze służby, a por. mar. Wilhelm Brauel zdał jego dowództwo .

### Ostatni rejs i koniec służby
Stacjonujący w Breście okręt został jednak kolejny raz poddany remontowi, połączonemu z instalacją chrap . 16 sierpnia 1944 roku U-256 został trzeci raz w swojej historii wcielony do Kriegsmarine, a jego dowództwo otrzymał kpt. mar. Ernst-Günther Brischke . 2 września dowództwo okrętu objął kmdr ppor. (niem. Korvettenkapitän) Heinrich Lehmann-Willenbrock, dowodzący wcześniej U-8, U-5 i U-96  . 4 września jednostka opuściła Brest i trasą wokół Islandii po 44-dniowym rejsie dotarła 17 października do Bergen, unikając ataków ze strony sił alianckich dzięki przestrzeganiu bezwzględnej ciszy radiowej .
23 października 1944 roku U-256 został ostatecznie wycofany ze służby i przeznaczony jako rezerwuar części zamiennych dla innych okrętów typu VII  . W maju 1945 roku jego kadłub został zdobyty w Bergen przez Brytyjczyków, a następnie został 29 maja 1945 roku przeholowany do Wielkiej Brytanii, gdzie go zezłomowano .

### Podsumowanie działalności bojowej
U-256 odbył pięć misji bojowych, spędzając w morzu 188 dni . W ich trakcie zatopił brytyjski slup HMS „Woodpecker” (U08) o wyporności 1300 ton oraz zestrzelił dwa samoloty .